# Casimiro Castro

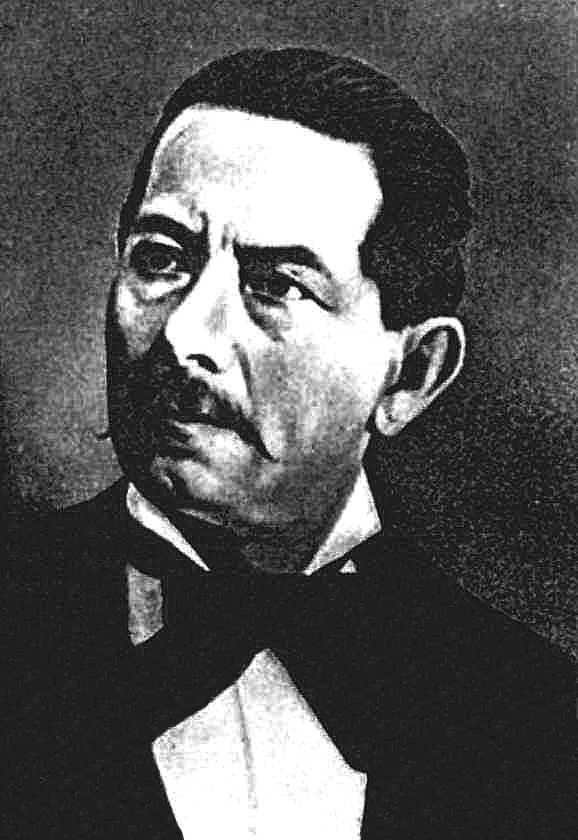
Casimiro Castro

Casimiro Castro y Campillo (* 24. April 1826 in Tepetlaoxtoc, Estado de México; † 8. Januar 1889 in Mexiko-Stadt) war ein mexikanischer Maler, Grafiker und Lithograf, dessen Spezialthema die Landschaftsmalerei war.

## Leben
Castro studierte an der Staatlichen Akademie San Carlos in Mexiko-Stadt.
1849 erschien sein erstes Werk Traslación de las cenizas del libertador (spanisch für Die Beförderung der Asche des Befreiers) und zwei Jahre später begann er seine Mitarbeit an dem grafischen Sammelband La Ilustración Mexicana (Die mexikanische Illustration).
In den Jahren 1855 und 1856 fertigte er 30 Lithografien für sein viel beachtetes Werk México y sus alrededores (Mexiko und seine Umgebung) an, das höchst interessante Panoramablicke bietet und ihn zum bekanntesten mexikanischen Lithografen machte. Als in den 1870er-Jahren in Mexiko die Eisenbahn eingeführt wurde, entstand sein Album del Ferrocarril Mexicano (Album der mexikanischen Eisenbahn), in denen er Landschaften mit Eisenbahnbrücken und ähnlichen Motiven zeigte.
Zu seinen Hauptmotiven gehören Zeichnungen und Stiche aus der mexikanischen Hauptstadt, von denen die 2 aus einem Ballon entstandenen Luftillustrationen der Alameda Central und der Villa de Guadalupe am bekanntesten sind.

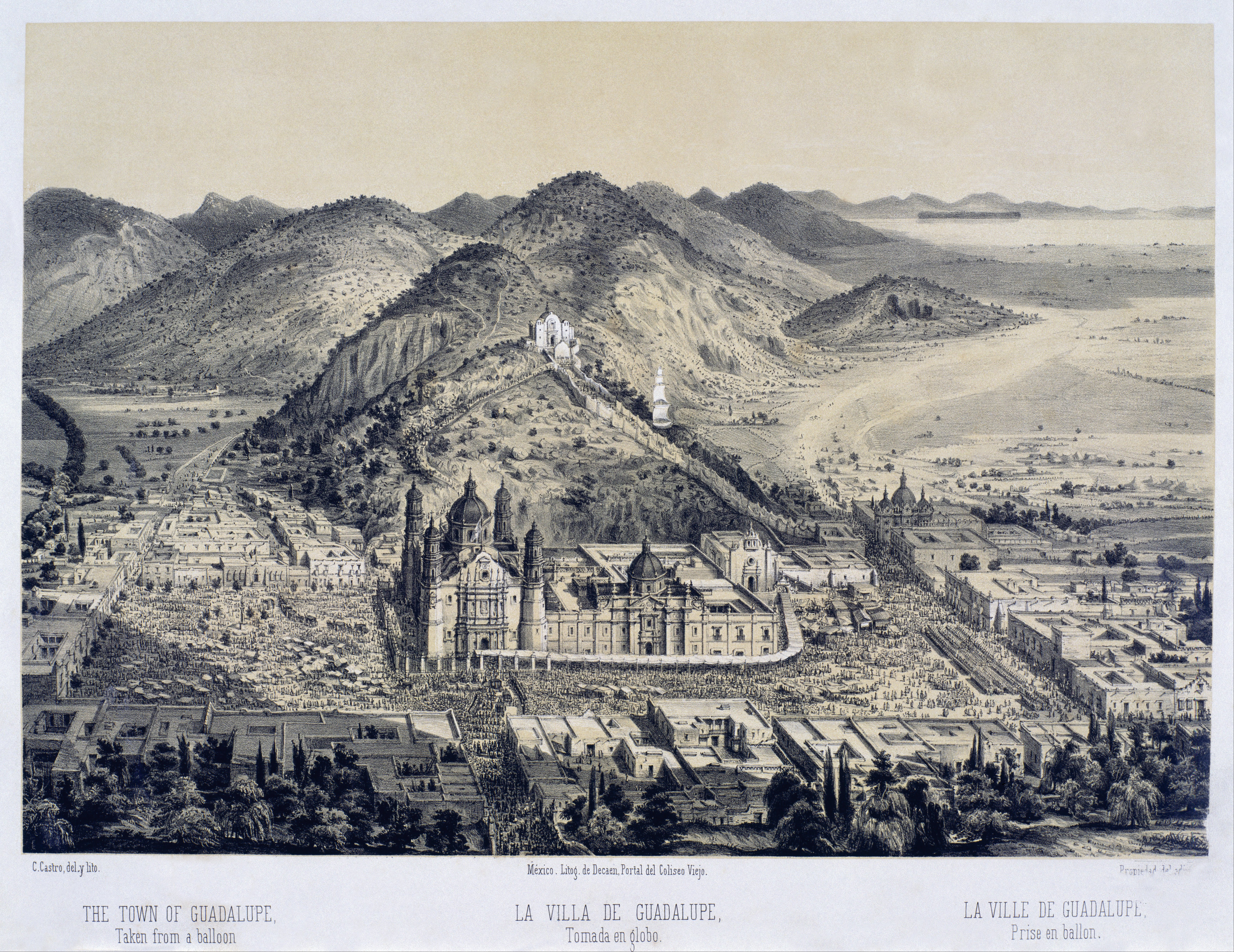
Villa Guadalupe
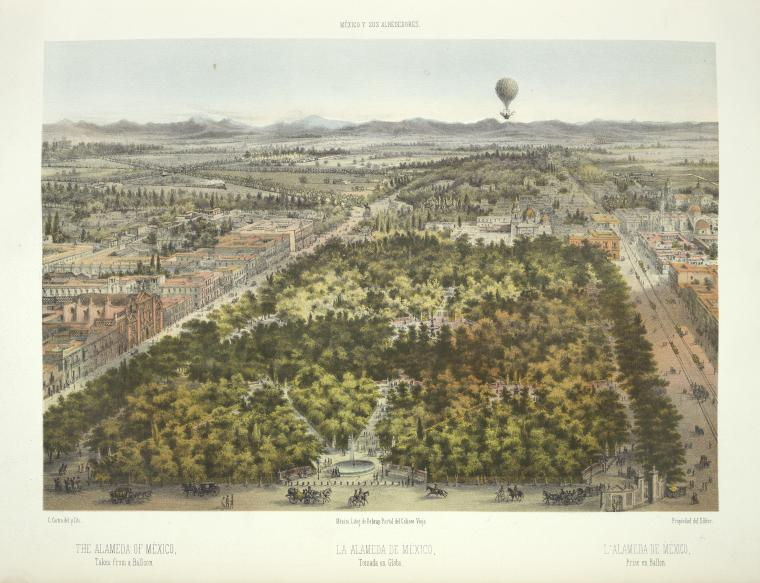
Alameda Central
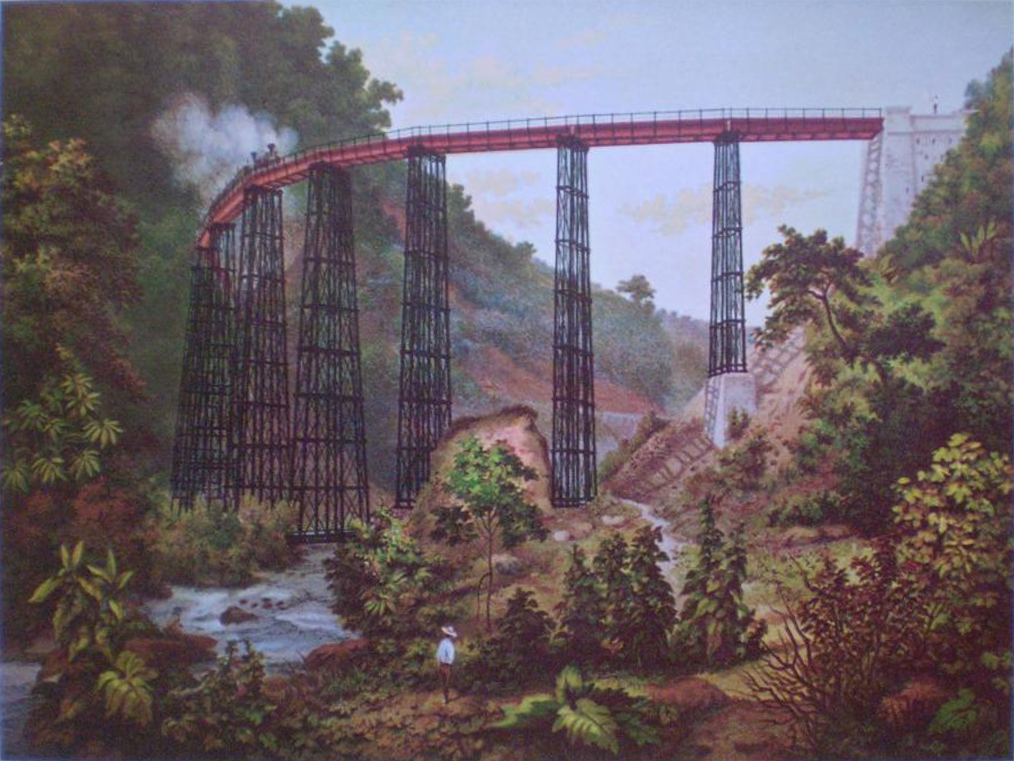
Puente de Metlac bei Fortín de las Flores
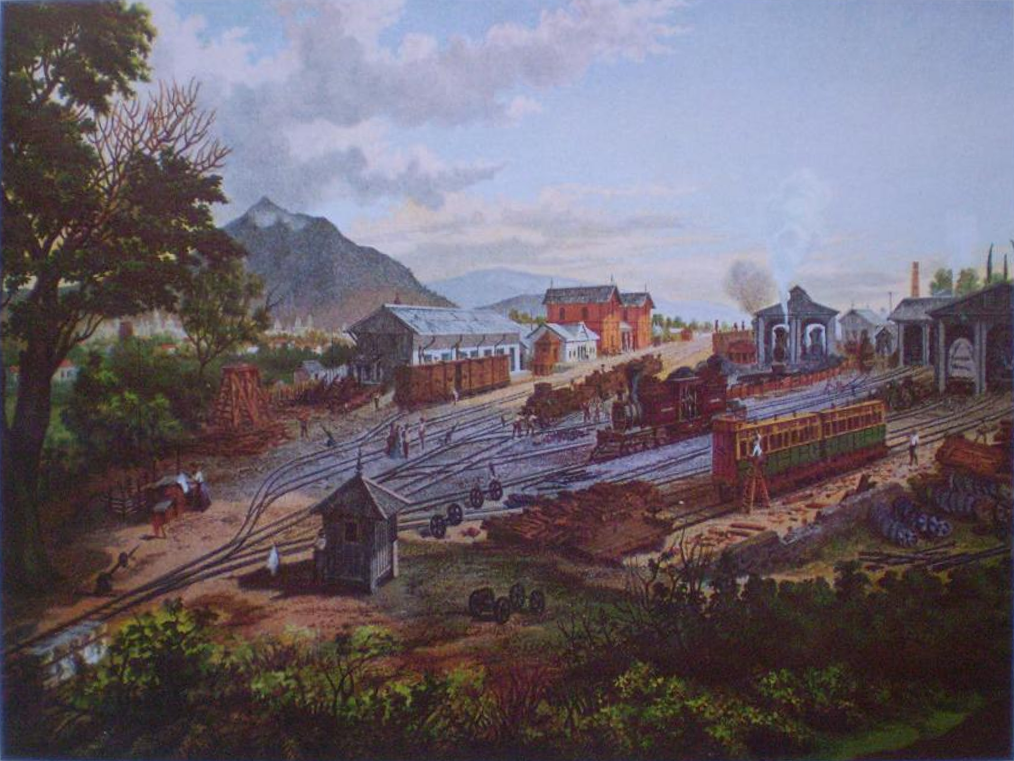
Der Bahnhof von Orizaba
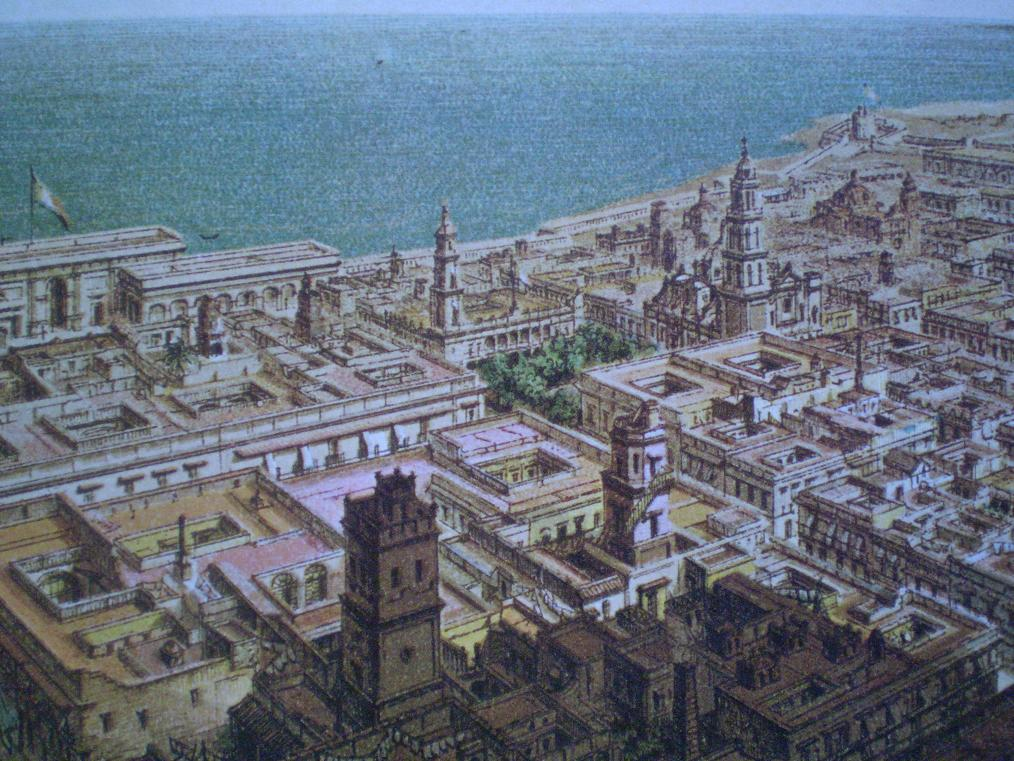
Hafen von Veracruz